# IAAF World Athletics Final 2004
IAAF World Athletics Final 2004 var en friidrottstävling som ägde rum i Monaco mellan 18 och 19 september 2004. Undantaget var släggkastningen som ägde rum i Szombathely i Ungern eftersom arenan i Monaco inte var tillräcklig för släggan.
Tävlingen avslutade friidrottsåret 2004 och de friidrottare som hade presterat de bästa resultaten under IAAF World Tour erbjöds att få vara med.

## Medaljörer, resultat

### Herrar
| Gren               | Guld                           | Guld          | Silver                     | Silver   | Brons                       | Brons    |
| 100 meter          | Asafa Powell Jamaica           | 9,98 CR       | Francis Obikwelu Portugal  | 10,10    | Aziz Zakari Ghana           | 10,15    |
| 200 meter          | Asafa Powell Jamaica           | 20,06 CR      | Frankie Fredericks Namibia | 20,31    | Stéphane Buckland Mauritius | 20,41    |
| 400 meter          | Michael Blackwood Jamaica      | 44,95 CR      | Derrick Brew USA           | 44,97    | Otis Harris USA             | 45,06    |
| 800 meter          | Youssef Saad Kamel Qatar       | 1.45,91 CR    | Joseph Mutua Kenya         | 1.46,13  | Bram Som Nederländerna      | 1.46,33  |
| 1 500 meter        | Ivan Hesjo Ukraina             | 3.44,92       | Alex Kipchirchir Kenya     | 3.44,95  | Laban Rotich Kenya          | 3.45,38  |
| 3 000 meter        | Eliud Kipchoge Kenya           | 7.38,67       | James Kwalia Kenya         | 7.39,40  | Mulugeta Wendimu Etiopien   | 7.39,60  |
| 5 000 meter        | Sileshi Sihine Etiopien        | 13.06,95 CR   | Dejene Birhanu Etiopien    | 13.07,91 | Augustine Choge Kenya       | 13.09,00 |
| 110 meter häck     | Allen Johnson USA              | 13,16         | Maurice Wignall Jamaica    | 13,19    | Staņislavs Olijars Lettland | 13,40    |
| 400 meter häck     | Bershawn Jackson USA           | 47,86         | James Carter USA           | 48,06    | Kemel Thompson Jamaica      | 48,06    |
| 3 000 meter hinder | Saif Saaeed Shaheen Qatar      | 7.56,94 WR CR | Ezekiel Kemboi Kenya       | 8.02,98  | Paul Kipsiele Koech Kenya   | 8.03,21  |
| Höjdhopp           | Stefan Holm Sverige            | 2,33 m        | Jaroslav Rybakov Ryssland  | 2,30 m   | Mark Boswell Kanada         | 2,30 m   |
| Längdhopp          | Ignisious Gaisah Ghana         | 8,32 m CR     | Dwight Phillips USA        | 8,26 m   | John Moffitt USA            | 8,05 m   |
| Stavhopp           | Timothy Mack USA               | 6,01 m CR     | Toby Stevenson USA         | 5,70 m   | Derek Miles USA             | 5,70 m   |
| Trestegshopp       | Christian Olsson Sverige       | 17,66 m CR    | Danil Burkenja Ryssland    | 17,20 m  | Kenta Bell USA              | 17,16 m  |
| Kulstötning        | Joachim Olsen Danmark          | 21,46 m       | Adam Nelson USA            | 20,80 m  | Manuel Martínez Spanien     | 20,67 m  |
| Diskuskastning     | Mario Pestano Spanien          | 64,11 m       | Zoltán Kövágó Ungern       | 64,09 m  | Aleksander Tammert Estland  | 63,69 m  |
| Släggkastning      | Olli-Pekka Karjalainen Finland | 81,43 m       | Ivan Tichon Belarus        | 80,44 m  | Krisztián Pars Ungern       | 79,17 m  |
| Spjutkastning      | Breaux Greer USA               | 87,68 m CR    | Andreas Thorkildsen Norge  | 82,52 m  | Jan Železný Tjeckien        | 82,01 m  |

### Damer
| Gren           | Guld                               | Guld       | Silver                              | Silver   | Brons                         | Brons    |
| 100 meter      | Veronica Campbell Jamaica          | 10,91      | Aleen Bailey Jamaica                | 11,16    | Lauryn Williams USA           | 11,21    |
| 200 meter      | Veronica Campbell Jamaica          | 22,64      | Debbie Ferguson Bahamas             | 22,66    | Aleen Bailey Jamaica          | 22,84    |
| 400 meter      | Ana Guevara Mexiko                 | 50,13      | Monique Hennagan USA                | 50,20    | DeeDee Trotter USA            | 50,60    |
| 800 meter      | Hasna Benhassi Marocko             | 2.01,42    | Jearl Miles-Clark USA               | 2.01,73  | Mina Aït Hammou Marocko       | 2.01,78  |
| 1 500 meter    | Kelly Holmes Storbritannien        | 4.04,55    | Tatjana Tomashova Ryssland          | 4.05,18  | Jelena Zadorozjnaja Ryssland  | 4.05,71  |
| 3 000 meter    | Meseret Defar Etiopien             | 8.36,46 CR | Jelena Zadorozjnaja Ryssland        | 8.37,65  | Lidia Chojecka Polen          | 8.39,16  |
| 5 000 meter    | Elvan Abeylegesse Turkiet          | 14.59,19   | Isabella Ochichi Kenya              | 14.59,48 | Ejegayehu Dibaba Etiopien     | 14.59,52 |
| 100 meter häck | Joanna Hayes USA                   | 12,58      | Jenny Adams USA                     | 12,68    | Lacena Golding-Clarke Jamaica | 12,69    |
| 400 meter häck | Sandra Glover USA                  | 54,57      | Tetiana Teresjtjuk-Antipova Ukraina | 54,64    | Brenda Taylor USA             | 55,00    |
| Höjdhopp       | Jelena Slesarenko Ryssland         | 2,01 m CR  | Viktorija Stjopina Ukraina          | 1,98 m   | Irina Mychaltjenko Ukraina    | 1,98 m   |
| Längdhopp      | Irina Simagina Ryssland            | 6,74 m     | Tatjana Lebedeva Ryssland           | 6,72 m   | Tatjana Kotova Ryssland       | 6,65 m   |
| Trestegshopp   | Françoise Mbango Etone Kamerun     | 15,01 m    | Tatjana Lebedeva Ryssland           | 14,96 m  | Yamilé Aldama Sudan           | 14,91 m  |
| Stavhopp       | Jelena Isinbajeva Ryssland         | 4,83 m CR  | Tatjana Polnova Ryssland            | 4,78 m   | Anna Rogowska Polen           | 4,60 m   |
| Kulstötning    | Nadzeja Ostaptjuk Belarus          | 19,23 m    | Krystyna Zabawska Polen             | 18,27 m  | Lieja Tunks Nederländerna     | 18,11 m  |
| Diskuskastning | Věra Pospíšilová-Cechlová Tjeckien | 65,86 m CR | Natalja Sadova Ryssland             | 65,57 m  | Irina Jattjenko Belarus       | 64,20 m  |
| Spjutkastning  | Osleidys Menéndez Kuba             | 66,20 m CR | Nikola Brejchová Tjeckien           | 64,58 m  | Steffi Nerius Tyskland        | 61,16 m  |
| Släggkastning  | Olga Kuzenkova Ryssland            | 72,90 m    | Olga Tsander Belarus                | 72,90 m  | Manuela Montebrun Frankrike   | 70,63 m  |